# Eburodacrys moruna
Eburodacrys moruna är en skalbaggsart som beskrevs av Martins 1997. Eburodacrys moruna ingår i släktet Eburodacrys och familjen långhorningar. Inga underarter finns listade i Catalogue of Life.